# Thomas Doret
Thomas Doret (Seraing, 10 december 1996) is een Belgisch acteur.

## Biografie
Doret werd geboren in Seraing. In 2011 speelde hij zijn eerste rol in een film, als Cyril in de film Le gamin au vélo van de gebroeders Dardenne. In 2012 speelde hij een van de zonen van Claude Renoir in de film Renoir.  Het jaar erna speelde hij een rol in de televisieserie Paris.
In 2013 was hij voorzitter van de jeugdjury op het Filmfestival van Luik (Festival international du film policier de Liège).

## Filmografie[2]
- 2011 : Le Gamin au vélo van de gebroeders Dardenne
- 2012 : Renoir van Gilles Bourdos
- 2013 : Quand je serais petit je serai acteur van Eric Guirado en Keren Marciano, documentaire
- 2013 : Paris van Gilles Bannier, televisieserie
- 2014 : 3 Cœurs van Benoit Jacquot
- 2014 : Sacré Charlemagne van Adrien François, kortfilm
- 2014 : Petit Homme van Jean Guillaume Sonnier, kortfilm
- 2014 : Les témoins van Hervé Hadmar, televisieserie
- 2014 : Notre fils van Yves Angelo
- 2016: La Fille inconnue van Jean-Pierre en Luc Dardenne

## Onderscheidingen
- 2011 : Grand prix op het Filmfestival van Cannes 2011 voor Le Gamin au vélo
- 2011 : Prijs voor beste acteur op het Texture international film and theatre festival  (Rusland)
- 2011 : Luiks artiest van het jaar 2011
- 2012 : Prijs voor meest beloftevolle mannelijke acteur  op de 2de ceremonie van Magritte
- 2013 : Ereambassadeur van de provincie Luik